# Quadrula rumphiana
Quadrula rumphiana är en musselart som först beskrevs av I. Lea 1852.  Quadrula rumphiana ingår i släktet Quadrula och familjen målarmusslor. IUCN kategoriserar arten globalt som livskraftig. Inga underarter finns listade i Catalogue of Life.